# بالدوین، شهرستان ناساو، نیویورک
بالدوین، شهرستان ناساو (به انگلیسی: Baldwin) یک منطقه مسکونی در ایالات متحده آمریکا است که در شهرستان ناساو، نیویورک واقع شده‌است.

## خصوصیات
بالدوین ۲۴٬۰۳۳ نفر جمعیت دارد و ۷٫۰۱۰۴ متر بالاتر از سطح دریا واقع شده‌است.